# Nexo (gramática)

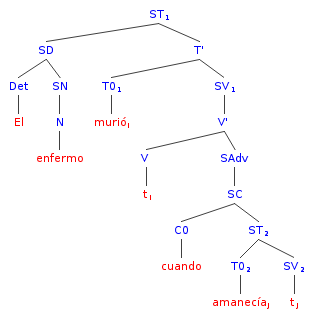
Esquema de una subordinada con el nexo subordinante cuando ocupando la posición de núcleo sintáctico del sintagma complementante.

Un nexo es un morfema o partícula gramatical cuya función sintáctica es unir unas palabras, sintagmas u oraciones con otros de manera coordinantes o subordinantes. La noción de nexo es básicamente morfosintáctica  y no debe ser confundida con la noción semántico-discursiva de conector lingüístico  pero en términos simples es una palabra que junta dos oraciones o palabras. Por ejemplo, "trabajar y hacer ejercicio o dormir".
Tradicionalmente las construcciones sintácticas formadas mediante algún tipo de nexo se consideraron como construcciones exocéntricas. Aunque la consideración de las proposiciones como núcleo del sintagma preposicional y la introducción del sintagma complementante permiten un análisis endocéntrico de dichas construcciones que presenta algunas ventajas.

## Tipologías
Desde el punto de vista semántico o de significado, se pueden diferenciar tres clases: los de anterioridad, los de simultaneidad y los de posterioridad. Así como primero indica que una acción sucede antes que otra, en primer lugar, por último o finalmente indican fin de una enumeración de hechos. Mientras tanto marcan la simultaneidad entre dos hechos o el tiempo en el que se desarrolla una acción. A continuación es marca de sucesión temporal inmediata, mientras que el valor básico de después y luego es el de indicar posterioridad temporal. En conclusión, los nexos son palabras con las que puedes unir unas oraciones en particular como:
porque, con, para, y, también, por lo tanto, o, que, pero, el hecho de que, por donde, además, cuando, etc.
Por otra parte, se distinguen conectores (conjunciones coordinantes y que no ejercen función alguna en las proposiciones que unen), transpositores (conjunciones subordinantes que no ejercen función dentro de la proposición que introducen) y relatores (pronombres relativos y adverbios relativos que ejercen función dentro de la proposición subordinada que introducen).

## Nexos en español

### Nexos coordinantes
Funcionan como uniones entre palabras de la misma categoría o entre oraciones.
- Copulativos (y, e, ni): Ella habla y él escucha.
- Disyuntivos (o, u, ya, bien): ¿Prefieres hablar o escuchar?
- Adversativos (mas, pero, aunque, sin embargo, antes bien, sino, no obstante): Llueve, pero no me mojo.

### Nexos subordinantes
Los nexos subordinantes pueden pertenecer a una gran variedad de categorías o clases de palabras: pueden ser conjunciones, adverbios o pronombres, o incluso locuciones conjuntivas. Sirven para subordinar una proposición a otra a un nivel inferior de importancia:
Yo desperté  cuando ya amanecía.
La proposición Yo desperté es la principal, su información es jerárquicamente más importante que la de la proposición ya amanecía. A la primera se le denomina oración principal y a la segunda oración subordinada; el nexo cuando, que es además un adverbio de tiempo, sirve para subordinar la segunda a la primera y señalar su distinto nivel de importancia. Sintácticamente, la oración subordinada introducida por el nexo subordinante se analiza como un sintagma complementante, cuyo núcleo sintáctico es precisamente el nexo subordinante.
Existen tres distintos tipos de subordinación: subordinación sustantiva, subordinación adjetiva y subordinación adverbial. 
- Los nexos de la subordinación sustantiva son las conjunciones que, el que, el hecho de que y si; los pronombres interrogativos qué, cuál, quién, precedidos o no de preposición y los adverbios interrogativos cuándo, cuánto, cómo y dónde, precedidos o no de preposición: "Que fumes es malo". "El que fumes es malo". "El hecho de que fumes es malo". "Me preguntó si fumaba". "Me dijo que fumaba demasiado". "Me preguntó cuánto fumaba". "Me indicó por dónde estaba". Las proposiciones subordinadas sustantivas se pueden también construir sin nexo o usando infinitivos: "Le ordeno (que) se presente aquí de inmediato". "Fumar (=que fumes) es malo". "Decírselo (=El que se lo dijeras) fue mala idea".
- Los nexos de la subordinación adjetiva son siempre pronombres relativos: Que, quien-es, el-la-los-las cual-es; cuyo-a-s (que funciona también como determinante posesivo) y cuanto-a-s, precedidos o no de preposición: "El tabaco que me diste era muy malo". "Los criminales a quienes arrestaron eran muy peligrosos". "El vicio del tabaco, el cual tantas vidas cuesta, supone una rémora para la sanidad de este país". "La marca cuyo humo aspiraba tan golosamente era muy cara".
- Los nexos de la subordinación adverbial son más variados, porque entre ellos se distinguen varias clases de subordinación.
  - Subordinación circunstancial:
    - temporales (cuando, al + inf., mientras, después de que, antes de que y otros de igual o parejo significado): "Cuando cantó el gallo, san Pedro lloró".
    - locales (donde, adonde, por donde, en donde, desde donde...). "Lo hizo donde le dijiste".
    - modales o de modo (como, según, conforme, como si, de la forma, manera, modo que): "Lo hizo como le dijiste."
    - comparativas (tan... como; más... que; menos... que). En este último caso se utilizan nexos discontinuos o correlativos. "Pedro es tan alto como Juan (es alto)"

  - Subordinación lógica:
    - causales (porque, ya que, por + inf., etc.).: "Lo hizo deprisa porque quería verme pronto"
    - consecutivas (así que, por tanto, pues, conque, así pues, de forma, manera, modo o suerte que): "Estábamos cansados, así que nos fuimos"
    - Nexos de las subordinadas concesivas (aunque, por más que, a pesar de que, con + inf., pese a que, etc.): "Iremos aunque llueva".
    - Nexos de las subordinadas finales (para que, a fin de que, con el cometido, intención o propósito de que, para + inf., a fin de + inf., etc.): "Estudiaba mucho para que sus padres estuvieran orgullosos de ella."
    - Nexos de las subordinadas condicionales (si, caso que, en el caso de que, de + inf., como, etc.): "Si bebes, no conduzcas".  bmv

Enlace sintáctico que sirve para relacionar dos términos o dos oraciones: coordinadas y subordinadas.

### Inventario de los nexos del español
La siguiente lista da los nexos coordinantes y subordinantes del español:
- Nexos coordinantes (conjunciones)
  - Copulativos: y, e (ante palabras que empiezan por i-, por eufonía), ni (que equivale a "y no"), que (solo en expresiones como "dale que dale").
  - Disyuntivos: o , u (ante palabras que empiezan  por o, por eufonía), o bien.
  - Adversativos: mas, pero, sino, sin embargo, no obstante, la arcaica empero, aunque, sino... que, salvo que, excepto que.
  - Distributivos: ya... ya, bien... bien, sea... sea, ora... ora, (no son verdaderos nexos, sino adverbios complementos circunstanciales que sirven para formar proposiciones yuxtapuestas).
  - Explicativos: o sea, es decir, esto es, mejor dicho, id est.

- Nexos subordinantes:
  - Temporales. Bien adverbios conjuntivos (cuando, apenas, mientras) bien locuciones conjuntivas (tan pronto como, en el instante en que, antes (de) que, la arcaica primero que, después (de) que,mientras que, siempre que, tan pronto como, al mismo tiempo que, mientras tanto). Todos estos nexos pueden sustituirse por "cuando", que es el más empleado.
  - Modales: como, según, según que, conforme, como para, según y conforme, como si, como que, tal como. Todos pueden sustituirse por "como", que es el más empleado.
  - De lugar: donde, dondequiera, doquier (con sus variantes doquiera o por doquier) y donde precedido de preposición (de donde, en donde, a donde, por donde, desde donde, hasta donde).
  - Causales: porque, que (en frases como "me voy a la cama que tengo sueño"), pues (cuando no indica consecuencia), puesto que, supuesto que, ya que, como ( indica causa conocida de todos y si no es el como condicional, modal o comparativo), pues que (que indica también causa conocida de todos), en vista de que, visto que, sentado que, como quiera que, por razón de que, habida cuenta de que, por + infinitivo, a fuerza de + infinitivo. Existen otras maneras de expresar la causa con nexos discontinuos, pero todos los nexos causales son sustituibles por "porque", que es el más usado.
  - Consecutivos: luego, conque, pues, así (es) que, por consiguiente, por (lo) tanto, así, así pues, de (modo, forma, manera, suerte) que, de tal (modo, forma, manera, suerte) que, hasta tal punto que, tanto que y los discontinuos tan... que, tal... que entre otros muchos.
  - Condicionales: si, (en el) caso (de) que, sino, como (en frases del tipo "como no venga tendremos que irnos"), siempre que, con tal (de) que, a condición de que, a menos que, en el supuesto de que, solo con que, cuando (en expresiones como "será verdad cuando él lo dice"), con que (en expresiones como "no lo quiero todo, solo con que me dejes probarlo tengo bastante"). Todas son sustituibles por "si", que es la más usada.
  - Finales: para que, a fin de que, con (el) propósito, cometido, fin, objeto, objetivo, intención de que, con vista[s] a que.
  - Comparativos: como, más que, menos que, igual que, tal como, mejor que, peor que.
  - Concesivos: aunque, por más que, bien que, a pesar de que, pese a que, a pesar de + inf., con + inf., aun cuando, si bien, aun si, así, siquiera sea[n], mal que, diversos nexos discontinuos, etcétera